# Фунтас, Таксиархис
Таксиархис Фунтас (греч. Ταξιάρχης Φούντας; род. 4 сентября 1995, Месолонгион) — греческий футболист, нападающий клуба ОФИ и сборной Греции.

## Карьера

### Клубная
Таксиархис Фунтас занимался в молодёжной академии AEK. 17 марта 2012 года Фунтас дебютировал за АЕК против «Астераса», став самым молодым игроком, сыгравшим за АЕК Афины в матче Суперлиги в возрасте 16 лет 6 месяцев и 13 дней. В этой игре он сыграл 31 минуту. 22 апреля 2012 года он впервые вышел в стартовом составе, в последний день регулярного чемпионата 2011/2012 против «Доксы», отыграв все 90 минут. 28 октября 2012 года Фунтас забил свой первый гол за клуб в ворота «Платаньясом», таким образом став самым молодым игроком, забивавшем за «АЕК», на тот момент ему было 17 лет и 54 дня. 18 октября 2012 года он забил гол в ворота «Верии». 3 ноября 2012 года он забил гол в ворота ПАС. После этого матча он также был удостоен награды MVP. 16 марта 2013 года он забил свой 4-й гол и снова в ворота «Верии», ударив с левой ноги. Когда клуб был понижен, игрока отпустили.
В сентябре 2013 года Фунтас присоединился к австрийскому клубу «Ред Булл Зальцбург» подписав четырёхлетний контракт. После подписания контракта клуб решил на шесть месяцев отдать игрока в свой фарм-клуб «Лиферинг», выступающий в Второй лиге Австрии по футболу.
В начале 2014 года Фунтаса арендует клуб «Грёдиг» до конца сезона. Неделю спустя Фунтасу удалось дебютировать в австрийской Бундеслиге.
В начале сезона 2014/15 Фунтас переходит в аренду в клуб «Паниониос» и возвращается в греческую Суперлигу. Исключительный сезон Фунтаса с «Паниониосом» заставил «Астерас» начать переговоры с «Ред Булл Зальцбург» по поводу аренды футболиста, с возможностью правой выкупа, если молодой футболист убедит клуб своей игрой. В конечном итоге греческий футболист перешёл на правах аренды в «Астерас». 2 января 2016 года он забил свой первый гол за клуб в ворота «Пантракикоса». 5 января 2016 года, через несколько дней после своего дебютного гола за клуб в греческой Суперлиге, он забил потрясающий гол в выездной игре в ворота «Ларисы» в розыгрыше Кубка Греции.
21 июля 2016 года Таксиархис Фунтас официально вернулся в «Паниониос», подписав контракт с клубом по системе 1+1. 1 июля 2017 года по взаимному соглашению «Паниониос» расторг контракт с игроком.
20 сентября 2017 года Фунтас в качестве свободного агента подписал сезонный контракт с немецким клубом «Зонненхоф Гроссаспах».
14 июля 2018 года, после сезона в Германии, Фунтас подписал контракт с австрийским клубом «Санкт-Пёльтен».
9 мая 2019 года Фунтас подписал контракт с австрийским клубом «Рапид (Вена)» до лето 2022 года. В прошедшем сезоне за «Санкт-Пёльтен» Фунтас сыграл в общей сложности 21 матч и забил четыре гола в сезоне. Его контракт с «Санкт-Пёльтеном» истекал в конце сезона, и «Рапид Вена» быстро схватил атакующего игрока. 4 августа 2019 года он забил свой первый гол за клуб в выездной матче против бывшего клуба «Санкт-Пёльтен», а неделю спустя он сделал дубль в ворота «Райндорф Альтах», принеся победу своей команде. 29 сентября в домашнем матче он забил гол в ворота «Хартберга». 20 октября он снова забил гол в матче против «Вольфсбергера». 15 декабря он сделал третий дубль в сезоне, в ворота «Адмиры Ваккер», что включило его в Команду недели австрийской Бундеслиге. Фунтас продолжил свой прорывной сезон на протяжении всего чемпионата.
3 февраля 2020 года болельщики «Рапида» назвали Фунтаса лучшим игроком 2019 года благодаря его отличным выступлениям в составе австрийского клуба. 16 февраля 2020 года его двенадцатый гол в сезоне был забит после ошибки соперника Таноса Петсоса в домашнем матче против «Сваровски-Тироль». 1 марта Фунтас забил второй гол в матче против «Маттерсбурга». 7 июня 2020 года, после того, как пандемия COVID-19 приостановила весь чемпионат, Фунтас забил гол в матче против «Штурм Грац». Три дня спустя он забил важный гол в выездной игре против «ЛАСК». 24 июня он забил гол с передачи Эрджана Кара, в проигранном матче 2:7 на своём поле чемпионам «Ред Буллу». 1 июля он забил в своей пятой игре подряд в ворота «ЛАСК». Фунтас в форме «Рапида» за сезон 2019/20 забил впечатляющие 19 голов, что в итоге помогло клубу получить путевку в квалификационные матчи Лиги чемпионов УЕФА. Кроме того, Фунтас завершил сезон третьим бомбардиром Бундеслиги, уступив только Патсону Дака (24 гола) и Шону Вейсману (30 голов).
30 августа 2020 года в своей первой официальной игре в сезона 2020/21 он сделал хет-трик в Кубке Австрии в ворота «Санкт-Йоханн».
27 января 2022 года Фунтас подписал предварительный контракт с клубом MLS «Ди Си Юнайтед». Контракт по правилу назначенного игрока до конца сезона 2024 с опцией продления на сезон 2025 должен был вступить в силу в предстоящем июле. Согласно The Washington Post общий заработок в сумму около $7 млн за три года сделал его самым высокооплачиваемым игроком клуба. Фунтас смог присоединиться к «Ди Си Юнайтед» раньше, чем предполагалось изначально, и дебютировал в американской лиге 16 апреля в матче против «Остина», в котором вышел на замену на 58-й минуте вместо Найджела Роберты. 23 апреля в матче против «Нью-Инглэнд Революшн» забил свои первые голы за «Ди Си Юнайтед», сделав дубль, а также отдал голевую передачу. 4 июля в матче против «Орландо Сити» оформил хет-трик, за что был назван игроком недели в MLS. Был отобран на Матч всех звёзд MLS 2022.
Фунтас присоединился к турецкому «Трабзонспору» в 2023 году.

### Международная
13 июня 2015 года Фунтас дебютировал за сборную Греции в матче против Фарерских островов, это был один из худших матчей греческого футбола. Фарерские острова во второй раз обыграли Грецию в отборочном матче Евро 2016. Он вышел в игру на 81-й минуте, заменив Панайотиса Коне.
17 ноября 2022 года Фунтас забил свой первый гол за сборную, выйдя на замену вместо Димитриоса Пелкаса и сравняв счёт в добавленное время в матче против Мальты.

## Достижения
Индивидуальные
- Участник Матча всех звёзд MLS: 2022